# Метастабільність
Метастабільність (рос. метастабильность, англ. metastability) — у фізичній хімії — термін стосується стану фази, з якого можна перейти в інший стан з меншою молярною енергією Гіббса чи енергією Гельмгольца, подолавши енергетичний бар'єр, вищий за добуток сталої Больцмана на термодинамічну температуру (kBT). Такий стан відповідає відносному мінімуму енергії, найнижчій же енергії відповідає рівноважний стан.